# Perneszy Ferenc (véghelyi főkapitány)

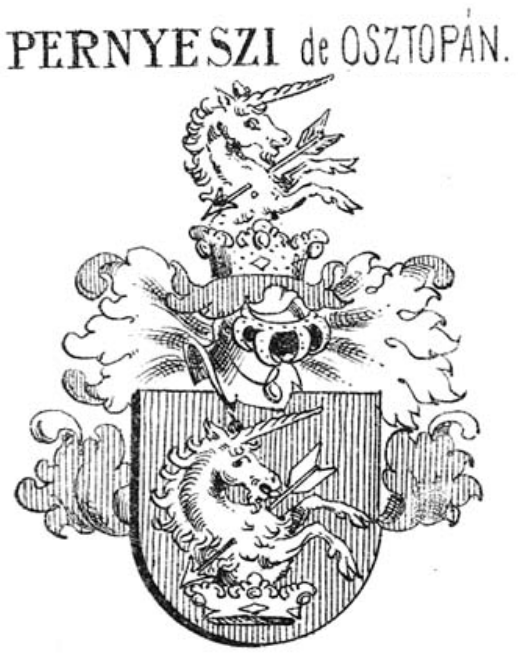
Az osztopáni Perneszy család címere.

Osztopáni Perneszy Ferenc (fl. 1675–1684), aki 1675 és 1683 között a zalalövői véghely főkapitánya, földbirtokos.

## Élete
Az ősrégi és tekintélyes nemesi származású osztopáni Perneszy család sarja. Apja osztopáni Perneszy István (fl. 1647–1663), a zalalövői vár főkapitánya, földbirtokos, anyja nyéki Rauch Zsuzsanna (fl. 1657) volt. Az apai nagyszülei osztopáni Perneszy Ferenc (fl. 1606–1651), Zala és Somogy vármegyék alispánja, országgyűlési követe, a lövői várkapitány, és szombathelyi Zombathely Zsófia asszony voltak. Az anyai nagyszülei pedig nyéki Rauch Dániel (fl. 1613–1663), nedelici főharmincados, a szlavóniai harmincadok főnöke, földbirtokos és Fürnberg Anna Jusztina (fl. 1657) voltak.
Apja halála után Perneszy Ferenc őt követte a lövői véghely főkapitányként 1675 és 1683 között. 1684-ben, amikor a visszafoglaló háború kezdetén reguláris német csapatok táboroztak a vidéken, Zalalövőt is többször megsarcolták. A hatalmas adók elől (az alföldi települések egy jelentős részéhez hasonlóan) elmenekült a lakosság, és megfutamodott cselédeivel együtt Perneszy Ferenc is. Halálát ugyan nem tudjuk mi okozta, de az még ugyanebben az évben bekövetkezett. Erről báró gyöngyösi Nagy Ferenc, a Kanizsával szembeni végek vicegenerálisa  az alábbi szavakkal számolt be Batthyány Kristófnak:„...szegény Perneszy Ferenc Uram halálárul, kit még ez előtt nem értettem volt, bizony szánokodásra méltó, mert jó indulata ifjú, erős ember volt. ". Az ő halálával véget ért a Perneszy család földbirtokos kapitányainak sora Zalalövőn.

## A magtalan házassága és a Perneszy család vagyonának a sorsa
Perneszy Ferenc feleségül vette özvegy béri Balogh Istvánné felsőkáldi Káldy Rebekát (aki egyben béri Balogh Ádám kuruc brigadérosnak az anyja is volt), azonban házasságuk magtalan volt. Káldy Rebeka szülei felsőkáldi Káldy Péter (†1686), Veszprém vármegye alispánja, Vas megye alispánja, földbirtokos és nemes Szeczer Éva voltak. Mivel nem maradtak leszármazottak Perneszy Ferenc és Káldy Rebeka frigyéből az öt évszázad alatt gyűjtött tetemes családi vagyon e Ferenc nővéreire: Perneszy Anna Juliannára, előbb vizeki Tallián Gergelyné, majd Babocsay Ferenc veszprémi főkapitányné; Perneszy Zsófiára (fl. 1651–1702), akinek a férje zalalövői Csapody István (†1703), várkapitány és Perneszy Jusztinára, Vukovics Mihály feleségére és ezek gyermekeire szállt. A lövői földbirtok, a várkastély és a lövői kapitányi cím zalalövői Csapody Istvánra szállt át, aki élete végéig viselte. Ő volt az utolsó lövői várkapitány. A család hatalmas több ezer holdas és több száz jobbágyas birtokállományát; leánytestvérei és férjei lettek családi vagyon örökösei. Később Csapody István várkapitány révén a barkóczi Rosty-, a boldogfai Farkas-, valamint a tubolyszegi Tuboly családoknak a tagjai örököltek több földbirtokot a 18. század elején.